# Helsingborgs krematorium

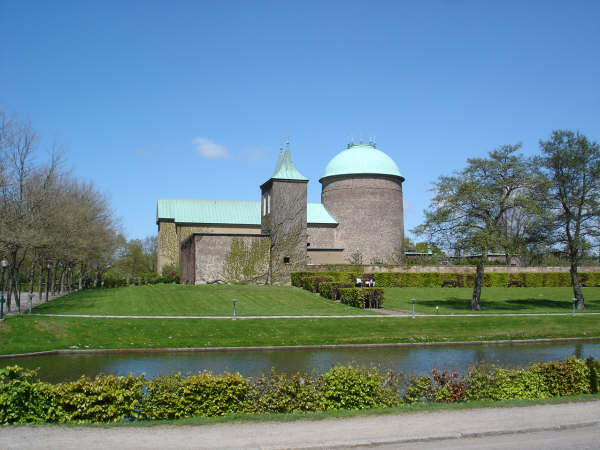
Krematoriet sett från Christer Boijes väg.

Helsingborgs krematorium, eller Hälsingborgs eldbegängelseanläggning, ligger invid Pålsjö skog i norra Helsingborg.

## Historia
Byggnaden ritades av arkitekten Ragnar Östberg och stod färdig 1929. Byggnaden kom till som en lösning på begravningsproblemen som fanns i flera större städer vid denna tiden. Kremering var ett väldigt kontroversiellt begravelseskick under 1800-talet, men tog upp mindre plats och med tiden blev det också allt mer accepterat.
Drivande kraft i skapandet av anläggningen var Svenska Eldbegängelseföreningens lokalavdelning och redan 1914 presenterade man ett första förslag. När Helsingborgs stad sedan skänkte sex tunnland jord vid Pålsjö åt föreningen fick man mer plats att arbeta på och man vände sig då till Östberg för utformningen.

## Byggnaden
Krematoriet står på en holme i en omgivande vallgrav och domineras av en rund, hög tempelbyggnad krönt med en kupol som tak. Interiört formas byggnadens rum av tolv blågröna kolonner, vilka bär upp en balustrad, som löper strax under det välvda taket och dess stjärnformade fönster. Utvändigt, på skorstenen bredvid kupolen, tronar en förgylld änglaskulptur skapad av konstnären Ragnhild Schlyter. Krematoriet blev inte fullständigt förrän under 1960-talet då man lade till ett klocktorn, atriumgård, ceremonihall, väntrum och kontor. Ytterväggarna är utförda i slammat tegel och alla tak är i numera ärgad koppar. Runt krematoriet ligger urngravkvarter i lummiga lundar som efter hand kommit att omgiva huvudbyggnaden på två sidor.

## Bildgalleri

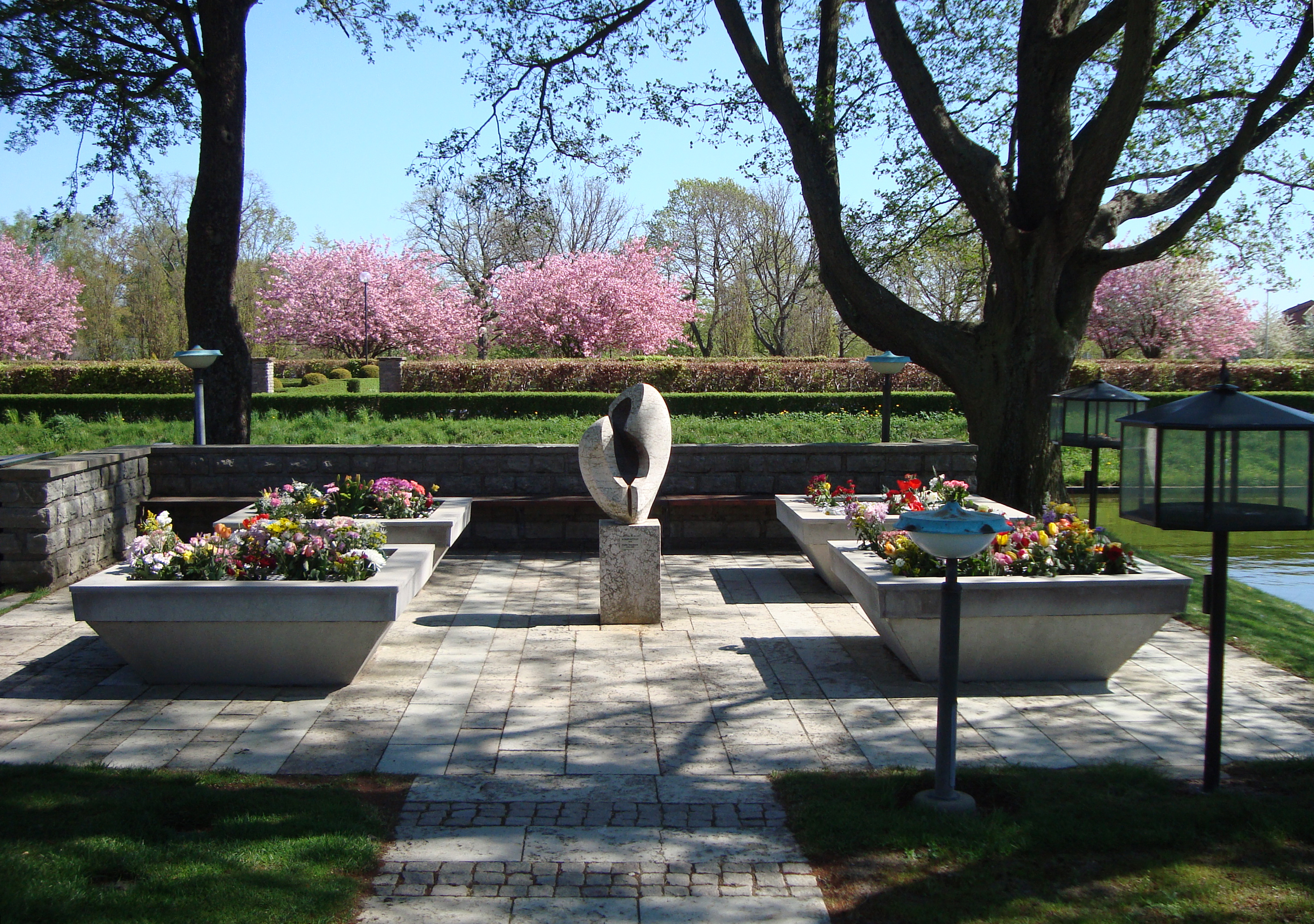
Minneslunden.
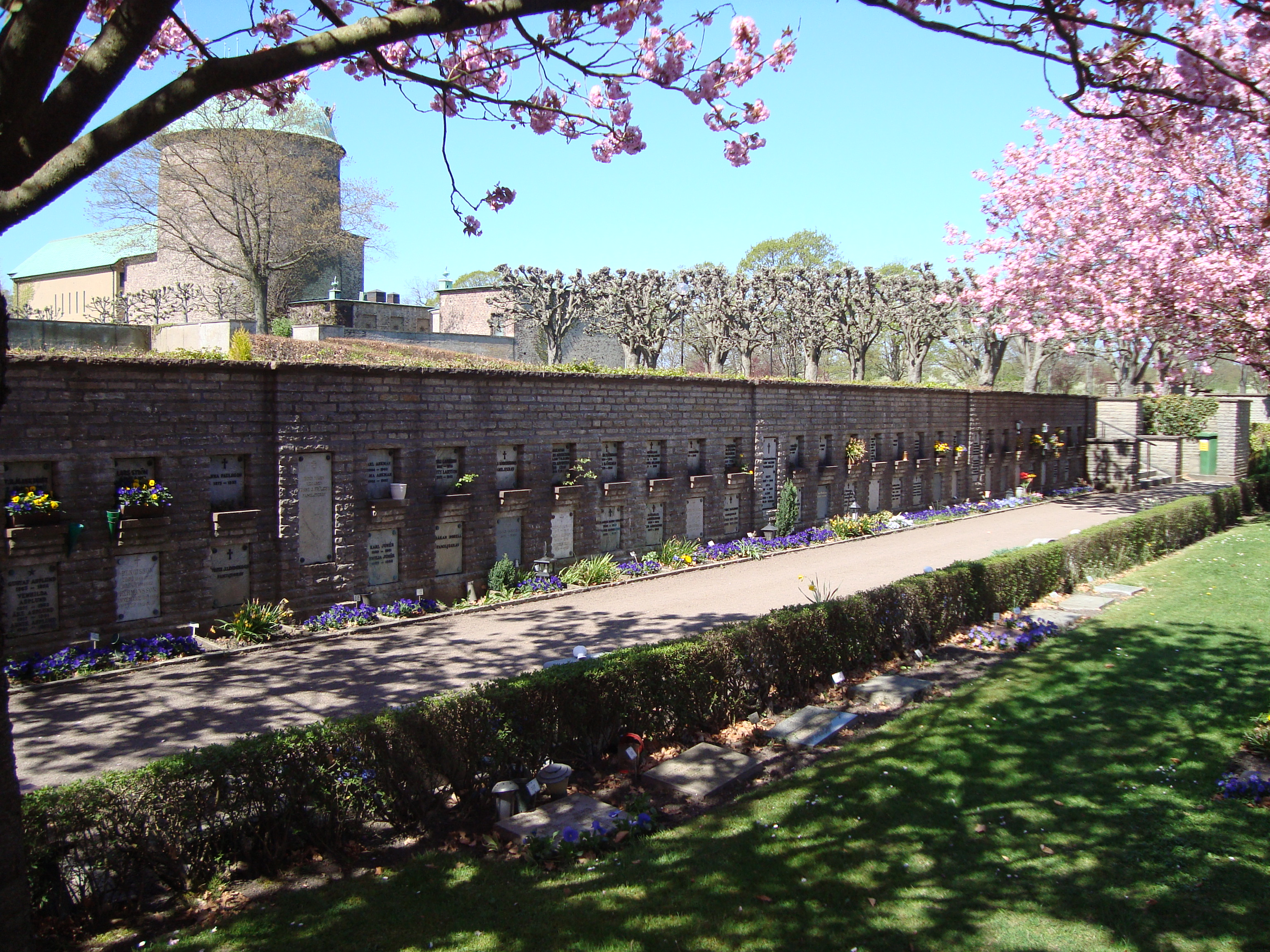
Begravningsplatser.